# Vuelo 2311 de Angara Airlines
El vuelo 2311 de Angara Airlines fue un vuelo doméstico programado desde el aeropuerto de Ignatyevo al aeropuerto de Tynda en Rusia con 42 pasajeros, incluidos 5 niños, y 6 tripulantes, que se estrelló en la ladera de una montaña durante la aproximación final con poca visibilidad el 24 de julio de 2025. Los servicios de emergencia informaron que no hubo sobrevivientes.
El avión realizaba un vuelo nacional con destino a Tynda, en el óblast de Amur.

## Pasajeros y tripulantes
A bordo del avión viajaban 48 personas, 42 eran pasajeros y 6 eran tripulantes. Uno de los pasajeros era un ciudadano chino.

## Vuelo
Según Interfax, la ruta de vuelo pasaba por las ciudades de Jabárovsk, Blagovéshchensk y Tynda. El vuelo se acercaba a su destino final, Tynda, ciudad del óblast de Amur, cuando desapareció del radar. La aeronave realizó una aproximación final fallida con poca visibilidad al aeropuerto de Tynda y tuvo que realizar un segundo intento de aterrizaje, durante el cual no se presentó en un puesto de control.
Los restos en llamas del avión fueron encontrados por un helicóptero de rescate a 15 km (9,3 mi) del aeropuerto de Tynda. Los medios rusos informaron que los restos fueron localizados en una ladera de montaña sin sobrevivientes.

## Investigación
El Comité de Investigación de Rusia y el Comité Interestatal de Aviación abrieron una investigación sobre la causa del accidente. Las grabadoras de vuelo de la aeronave se recuperaron un día después del accidente. Los investigadores lograron recuperar datos de la grabadora de voz de cabina (CVR), pero la grabadora de datos de vuelo (FDR) quedó destruida por el incendio posterior al accidente. El análisis preliminar de la CVR no reveló problemas en ninguno de los sistemas de la aeronave.